# آنه ماری شوارتسنباخ
آنه‌ماری شوارتسنباخ (به آلمانی: Annemarie Schwarzenbach)؛ (۲۳ می ۱۹۰۸ – ۱۵ نوامبر ۱۹۴۲) نویسنده، عکاس، روزنامه‌نگار و جهانگرد سوییسی بود. اهمیت او بخاطر سفرهایش به ایران و افغانستان و مدتی زندگی در ایران بلافاصله پیش از آغاز جنگ دوم جهانی است. او در نوشته هایش توصیفهای مهمی در مورد جامعه و فرهنگ ایران و افغانستان آن دوران ارایه میکند.

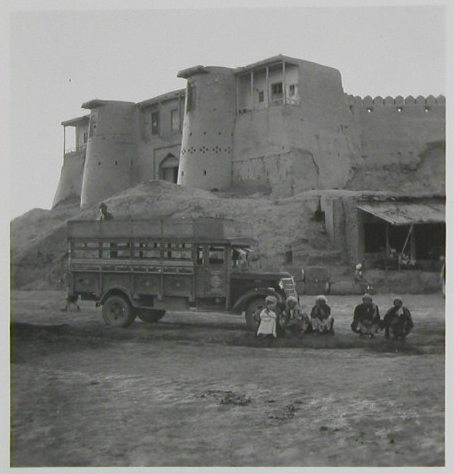
ارگ اندخوی، ولسوالی اندخوی، ولایت فاریاب، افغانستان

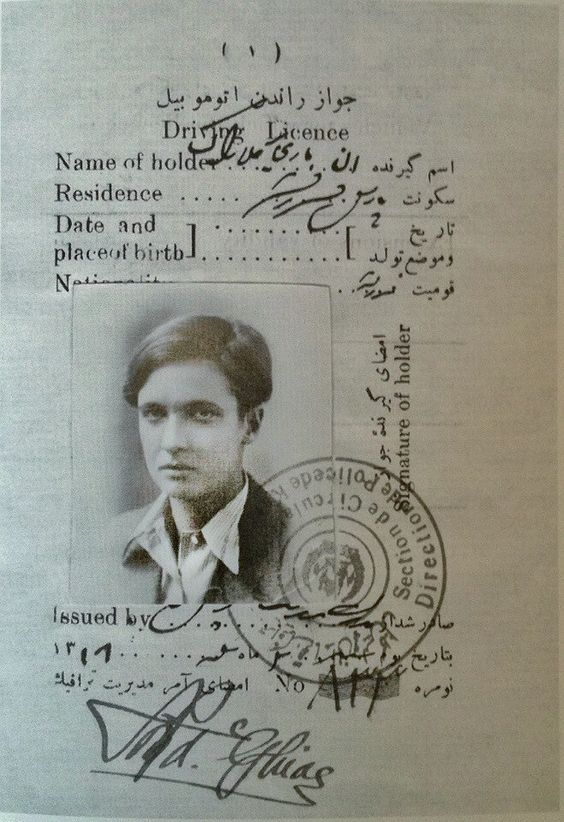
آنه ماری شوارتسنباخ

## زندگی
او در ۲۳ می ۱۹۰۸ در زوریخ زاده شد. پدرش کارخانه نساجی داشت و مادرش فرزند ژنرالی سوییسی بود. از ۱۹۲۷ تا ۱۹۳۱ به تحصیل تاریخ در دانشگاه زوریخ پرداخت و در ۲۳ سالگی موفق به اخذ دکترا شد.
نخستین رمان خویش را با نام دایره دوستان برنارد در سال ۱۹۳۰ منتشر کرد. به برلین رفت و با کلاوس و اریکا مان، فرزندان توماس مان، دوستی برقرار کرد. از پاییز ۱۹۳۱ تا بهار ۱۹۳۳، در برلین از راه نویسندگی گذران زندگی می‌کرد، با دستیابی هیتلر به قدرت در سال ۱۹۳۳ او نیز همچون دوستانش اریکا و کلاوس مان مجبور به ترک آلمان شد. در همین زمان کتاب «فرار به بالا» را منتشر کرد.
در سال ۱۹۳۲ تصمیم داشت همراه اریکا و کلاوس مان به ایران سفر کند، اما خودکشی دوست صمیمی آنان ریکی هالگارتن که می‌خواست در این سفر همراه آن‌ها باشد، باعث شد تا سفر انجام نشود. در همان زمان مقاله‌ای در نشریهٔ مهاجران آلمانی با عنوان «زامنونگ» که سردبیری آن بر عهده کلاوس مان بود، نوشت و پس از آن برای همیشه از سفر او به آلمان ممانعت شد.
در بهار ۱۹۳۳ تصمیم گرفت با کلاوس مان و کلود بورده در زوریخ نشریه‌ای برای تبعیدشدگان از آلمان منتشر کند. به دلایل سیاسی این نشریه با نام «زاملونگ» در آمستردام چاپ شد و مقاله‌هایش علیه حکومت هیتلر در آن منتشر گردید.
آنه‌ماری در پانزدهم نوامبر ۱۹۴۲ در سن سی و چهار سالگی بر اثر تصادف با دوچرخه از دنیا رفت.

## سفرها

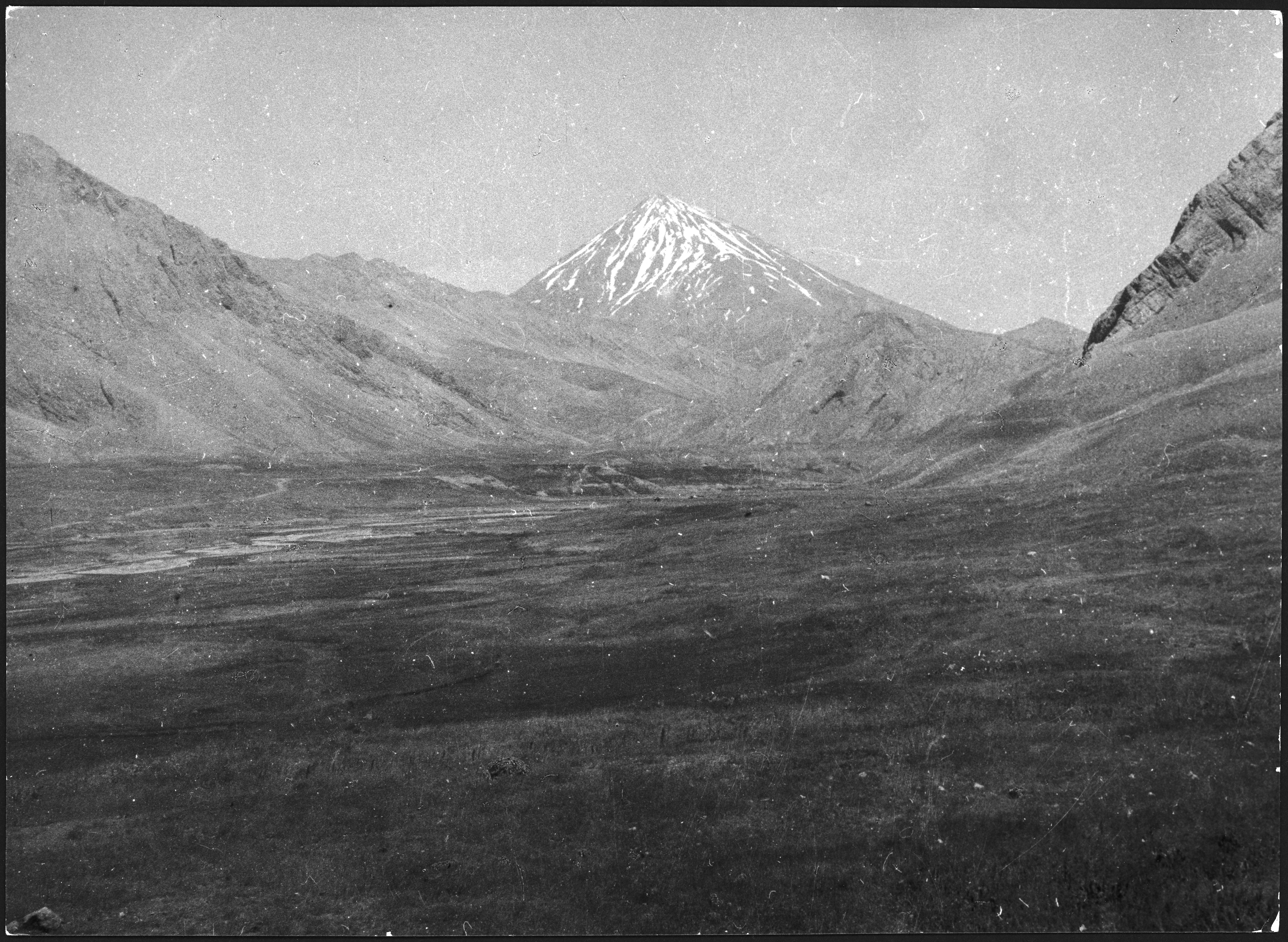
عکس آنه‌ماری از دماوند در سال ۱۹۳۵ میلادی.

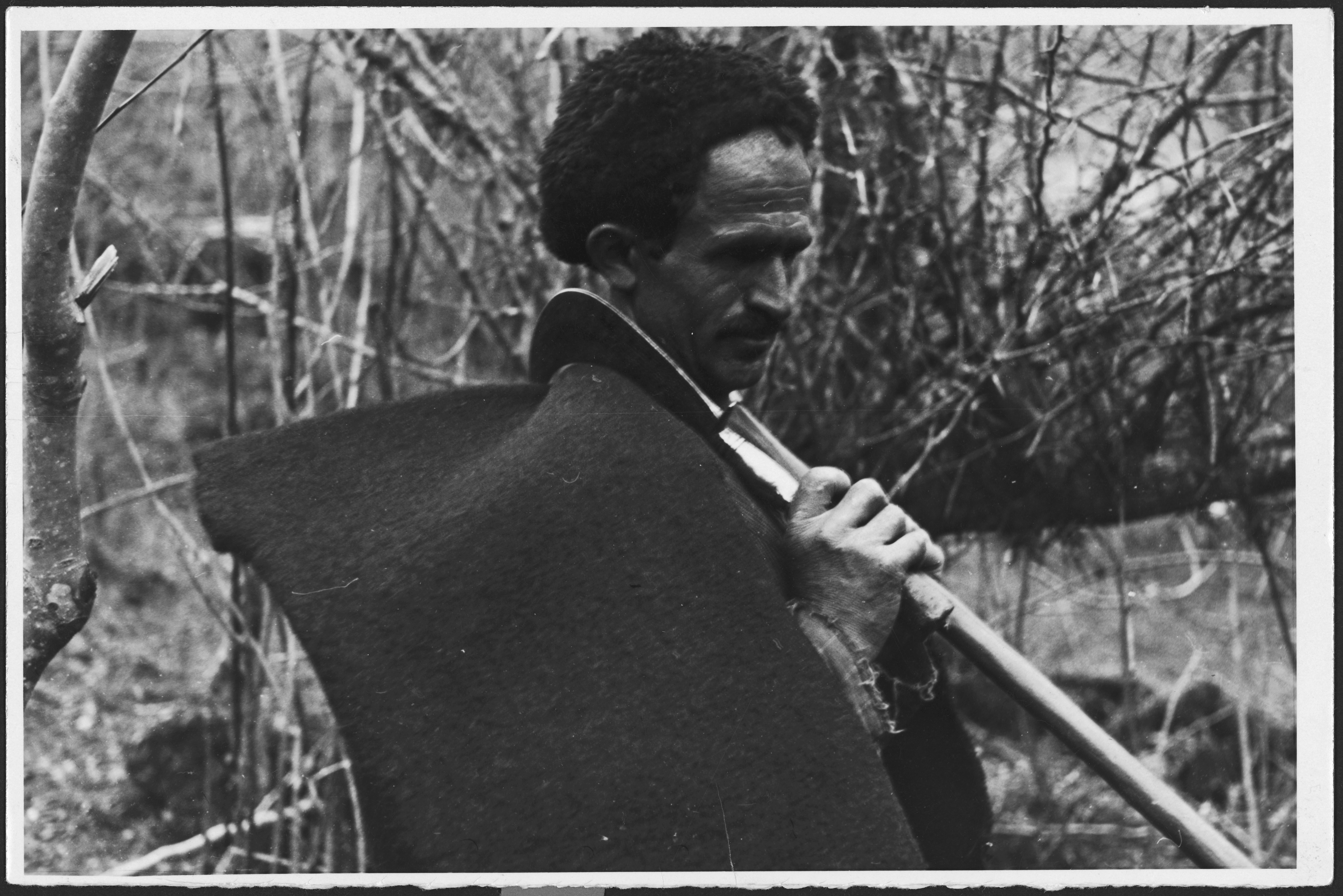
تصویری از یک گالش در سال ۱۹۳۵ میلادی.

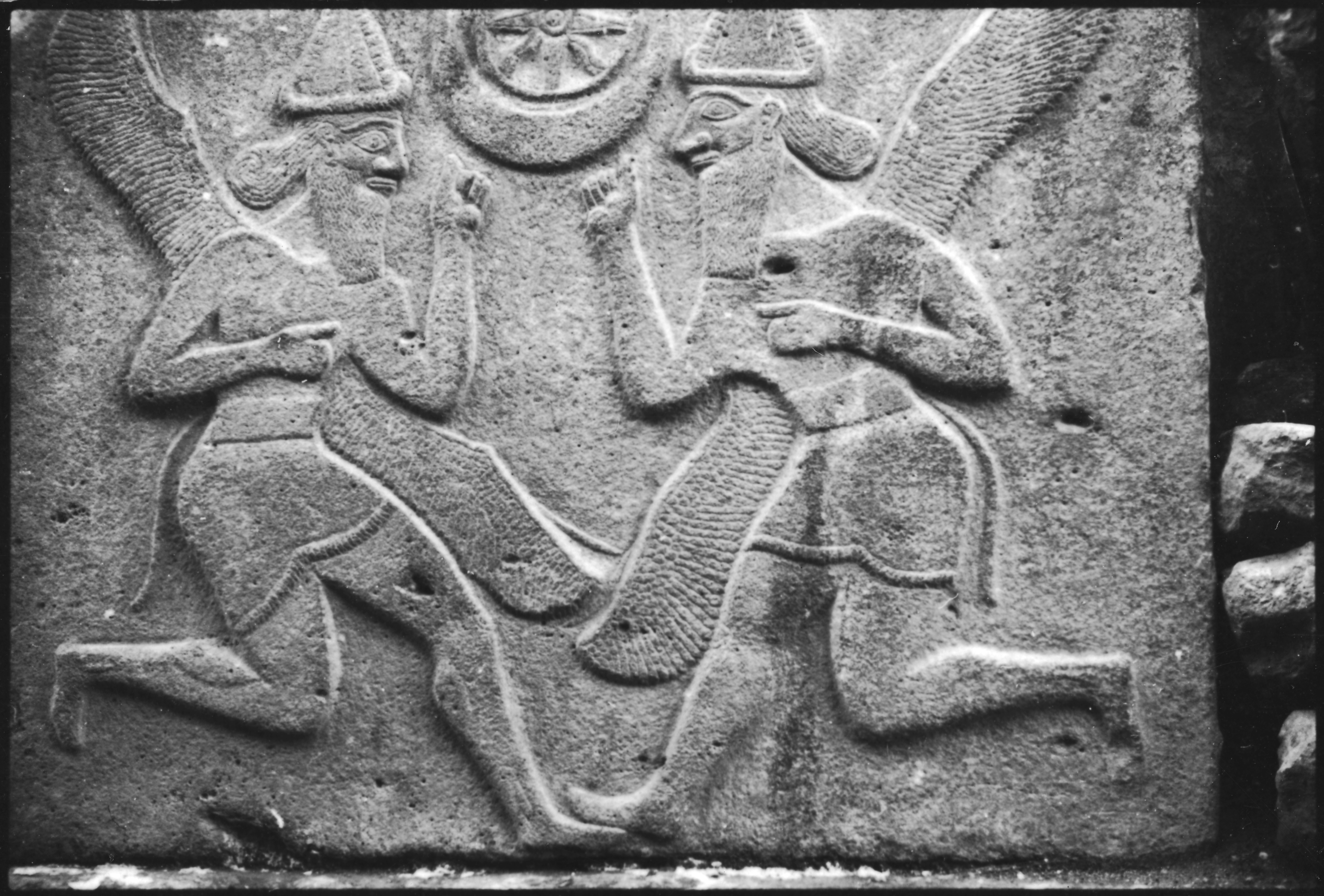
تصویری از پاسارگاد در سال ۱۹۳۵ میلادی.

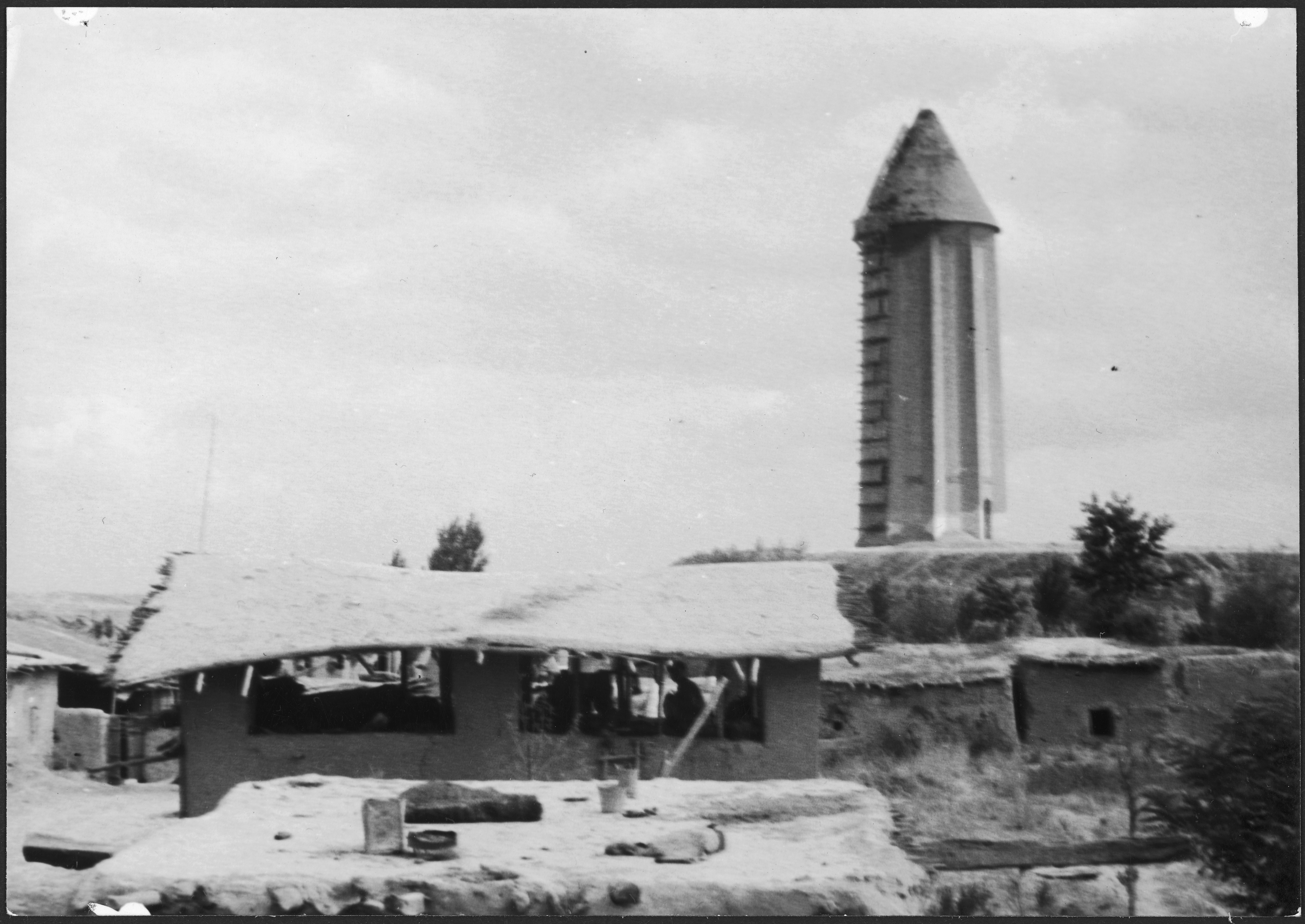
تصویری از برج گنبد قابوس در سال ۱۹۳۵ میلادی.

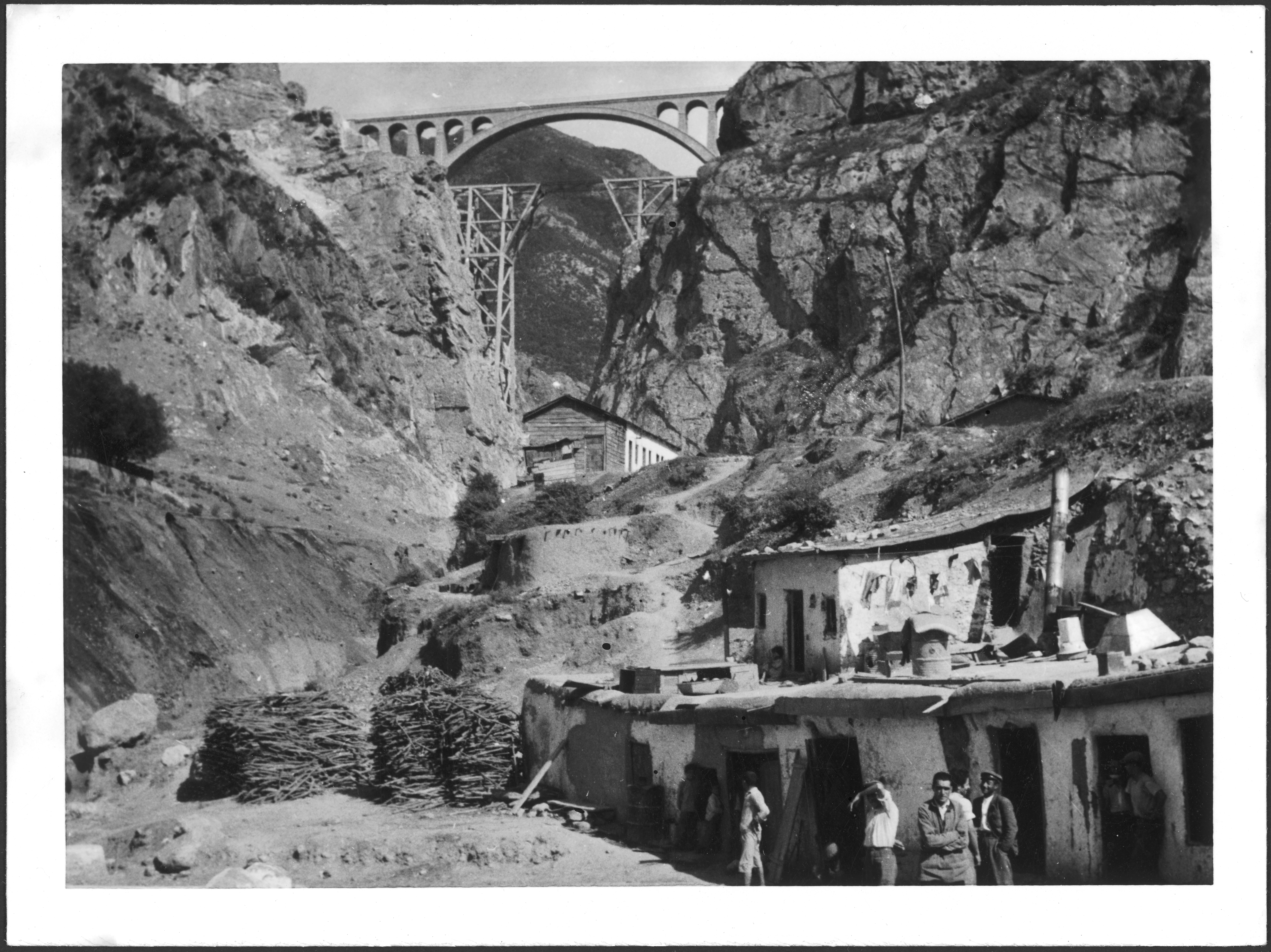
تصویری از پل ورسک سوادکوه در سال ۱۹۳۵ میلادی.

### خلاصه
وی چهار بار به ایران سفرکرده است: ۱۹۳۳، ۱۹۳۴، ۱۹۳۶ و ۱۹۳۹. مدتی در خرابه‌های تخت جمشید و همدان و تپه‌های ری به کاوش پرداخته‌است. عکس‌های وی از ایران ارزشی تاریخی دارند.

### شرح سفرها
پس از سفر به اسپانیا در پاییز ۱۹۳۳ به خاور نزدیک و ایران سفر کرد و در سال بعد نیز همین سفر تکرار شد. این دو سفر سرآغاز همکاری او با نشریه‌های مهم آلمانی‌زبان سوییس بود. او نخستین روزنامه‌نگار و عکاس سوییسی بود که به ایران و افغانستان سفر می‌کرد.
تابستان ۱۹۳۶ به سوییس بازگشت. اندکی بعد با کلاوس مان راهی سفر برای شرکت در کنگرهٔ نویسندگان شوروی در مسکو شد و پس از پایان این کنگره به ایران آمد و در کاوش‌های باستانشناسی ری همکاری کرد.
حین اقامت در ایران با کلود کلار که او نیز همچو آنه ماری همجنسگرا بود و در سفارت فرانسه در تهران کار می‌کرد ازدواج کرد و به این ترتیب گذرنامه‌ی سیاسی فرانسوی به دست آورد که سفرهای او را آسان‌تر می‌ساخت.
طی اقامت در تهران و درهٔ لار بخشی از «یادداشت‌های غیرشخصی» را نگاشت که اساس کتاب مرگ در ایران است. ازدواج ناموفق، بیماری و اعتیاد، مجبورش کرد به سوییس بازگردد.
اواخر سال ۱۹۳۶ با باربارا هامیلتن رایت آشنا شد و به آمریکا سفر کرد. در این سفر مقاله‌های سیاسی و گزارش‌های خبری دربارهٔ وضعیت ایالت‌های جنوبی آمریکا نگاشت.
در ششم ژوئیه ۱۹۳۹ با الا مایار توسط خودرو فورد ۱۹۳۹ هدیه پدرش سفر خود را آغاز کردند. با گذر از استانبول و آنکارا، تبریز، همدان، مازندران و مشهد به هرات رسیدند و در ماه اوت به مزار شریف و کابل سفر کردند.
در کابل خبر آغاز جنگ جهانی دوم را شنیدند، آنه‌ماری مدتی بیمار و به همین دلیل از مایار جدا شد. مدتی هم به هیئت باستان‌شناسی فرانسه در افغانستان همکاری و در نهایت همراه ژاک مونیه به پیشاور، لاهور و دهلی نو سفر کرد.
هفتم ژانویه شوارتسنباخ در بمبئی سوار بر کشتی به سوییس بازمی‌گردد.
بعدها به آمریکا سفر می‌کند و مقاله‌ای در مورد رابطهٔ پنهان سوییس با کشورهای فاشیست اروپا می‌نگارد. در همین زمان در کلینیک روان‌پزشکی بستری می‌شود و در نهایت او را مجبور می‌کنند تا آمریکا را ترک گوید.
در سال ۱۹۴۰ آنه‌ماری برای تهیه گزارش به کنگو می‌رود، اما به اتهام جاسوسی او را از اخراج می‌کنند و به مراکش سفر می‌کند و برای آخرین بار همسرش را ملاقات می‌کند.
بر مبنای سفر آنه‌ماری شوارتسنباخ و الا مایار به ایران و افغانستان، در سال ۲۰۰۱ فیلمی با عنوان سفر به کافرستان ساخته شد.

## در مورد ایرانیان
یکبار در مسکو پرسیدم که چرا در ایران کشور همسایه خود تبلیغ کمونیسم نمی کنید در حالیکه فقیرترین مردم را دارد. پاسخ دادند: 
امکانپذیر نیست. این مردم هیچ پیوندی با یکدیگر ندارند. هیچگونه آگاهی جمعی ندارند.آنقدر منزوی هستند که فقر و بدبختی خود را نیز درک نمیکنند. نمیدانند که بهتر هم میتوان زیست و خوشبخت تر هم میتوان بود. معتقدند که خداست که مهر سیاهبختی را بر روزگار هر ایرانی میکوبد.

## آثار
ایرانی‌ها وی را بیش از نوشته‌هایش، با عکس‌هایش و نمایشگاهی که ایران دهه۳۰ میلادی را در خانه هنرمندان به نمایش گذاشته‌بود می‌شناسند. .

### «مرگ در ایران» یا مرگ در دوردست[۶]
بخش اول با عنوان «در تهران» به توصیف باغ‌های شمیران، شهر ری و قم می‌پردازد. به منطقهٔ لار می‌رود و توصیفی از چشم‌اندازهای طبیعی ارائه می‌کند. در بخش دوم «تلاشی برای عشق» ماجرای رابطهٔ عاشقانه خود با دختری به‌نام ژاله را بازگو می‌کند.

### سفر به خاور نزدیک
از پرسپولیس می‌نویسد.... در مورد ایرانیان می‌نویسد: «مردمی شاعرمسلک اما با استعداد و قریحه‌ نااستوار، متزلزل، با حالتی سکر آور، فریب‌دهنده هستند.کسی که آثار شعرا را بشناسد از حساسیت آن‌ها در مقابل اغوای تریاک متعجب نمی‌شود.»

### همهٔ راه‌ها باز است
حاصل سفر چهارم آنه ماری با خودروی شخصی‌اش به ایران و افغانستان می‌باشد. در واقع شرح سفر او با الا مایار است.

### راه و رسم دنیا
شرح سفرش از یوگسلاوی تا افغانستان است. در این کتاب از مشاهدات خود در محله ارامنه تبریز می‌نویسد، از آشنایی با کردها و زندگی آنان می‌گوید. در تهران از موقعیت سیاسی حاکم گزارش می‌دهد و از طرفداران مصدق و هم‌چنین صادق هدایت می‌نویسد. مترجم: ناهید طباطبایی

### راه ظالمانه
گزارش سفر به ایران از ایتالیا و از طریق یوگسلاوی و ترکیه و از آنجا مسیر را تا بامیان و کابل و هرات. مترجم: فرزانه قوجلو.

## جستارهای وابسته

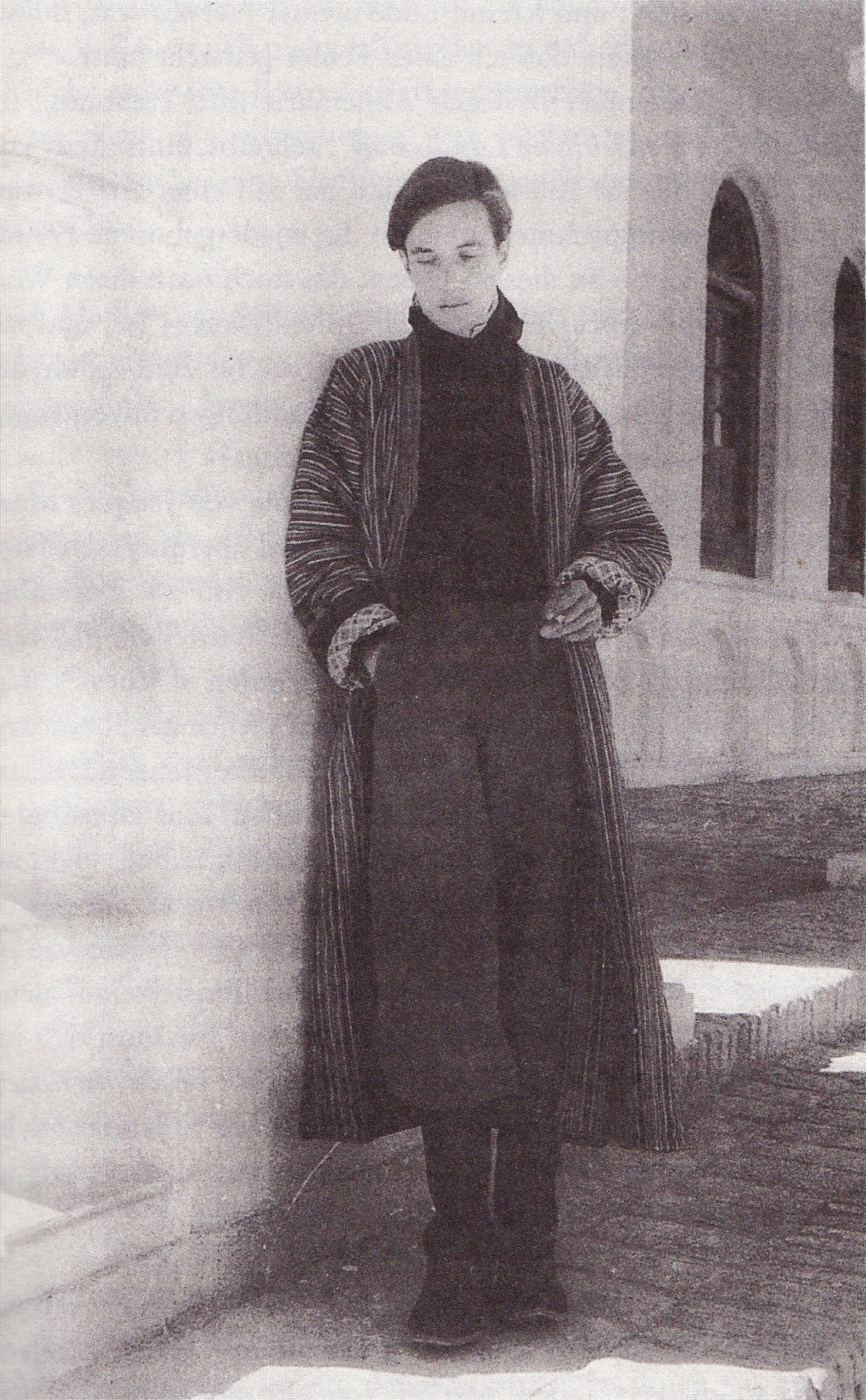
1939

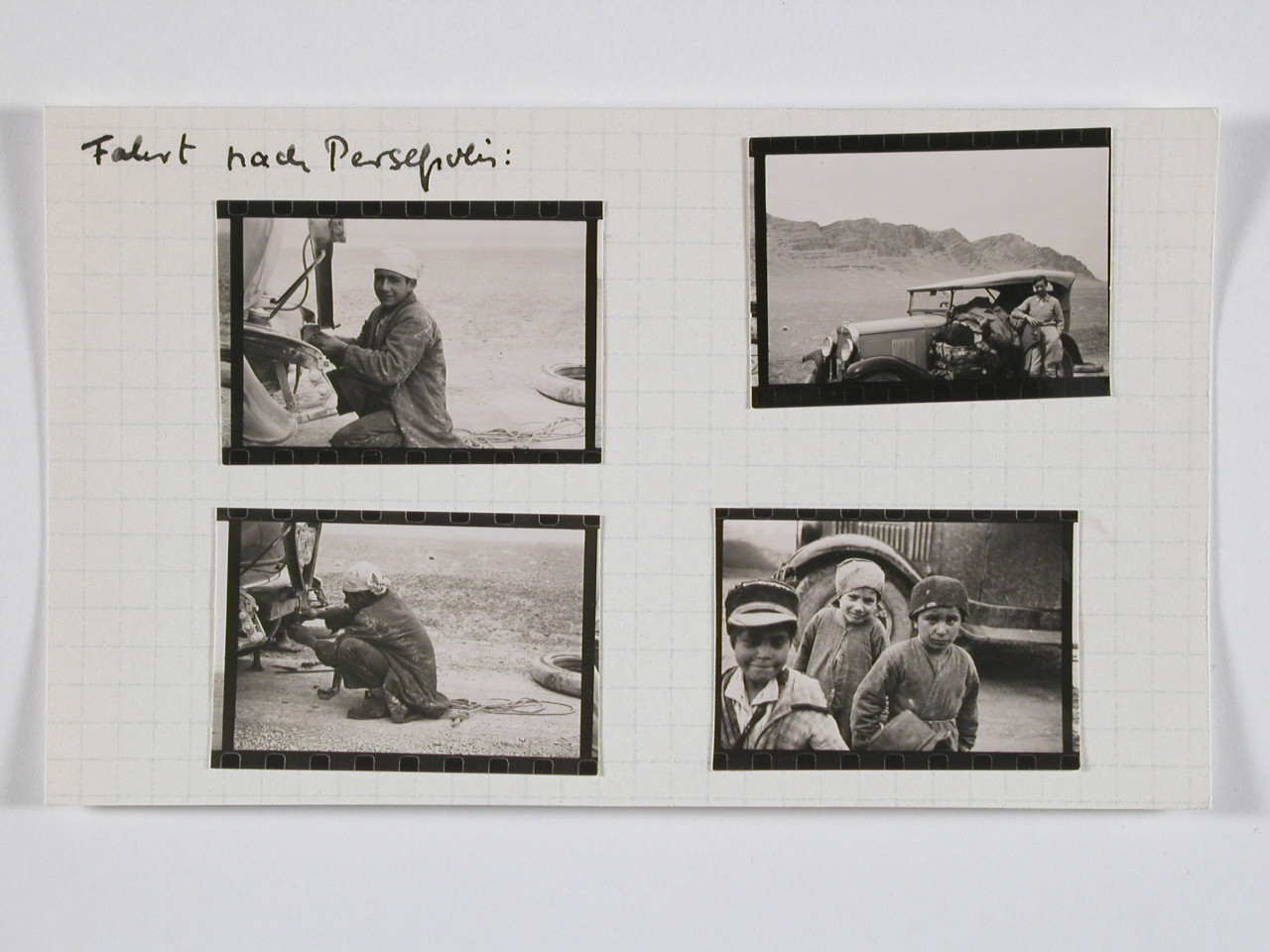
ایران